# Philodendron brevispathum
Philodendron brevispathum är en kallaväxtart som beskrevs av Heinrich Wilhelm Schott. Philodendron brevispathum ingår i släktet Philodendron och familjen kallaväxter. Inga underarter finns listade.